# Chiesa di Sant'Andrea (Premolo)
La chiesa di Sant'Andrea è la parrocchiale di Premolo, situata in via Chiesa, in provincia di Bergamo, facente parte del vicariato di Clusone-Ponte Nossa.

## Storia
La prima indicazione di una chiesa presente a Premolo risale a un atto giuridico del 17 gennaio 1314, quando viene indicato il presbitero Peterbono di Primollo.	
Sussidiaria alla chiesa era quella della località di Ponte Nossa smembrata il 27 gennaio 1583 con decreto del vescovo Gerolamo Ragazzoni. La vicinia di Ponte Nossa divenne invece autonoma solo il decennio successivo.
Nell'Ottocento l'incremento demografico del territorio, testimoniato anche dagli atti dell'allora parroco, portò a considerare non più idonea l'antica chiesa, che aveva subito già varie modifiche durante i secoli, e la curia di Bergamo approvò e sostenne la costruzione di un nuovo edificio adeguato alle nuove necessità, e non una nuova ristrutturazione del precedente come forse voleva la popolazione. I lavori iniziarono nel 1861 e terminarono nel 1890. L'antica chiesa si presentava con il classico orientamento liturgico a est con l'ingresso rivolto a ovest in stile ionico. La volta a botte detta a celtro o selter erano quattro altari e il fonte battesimale inserito in uno spazio di due navate divise da otto arcate. In prossimità vi erano la canonica, la sacrestia e la torre campanaria.
Per ottemperare alle esigenze delle confraternite e scuole, don Giacomo Torri parroco, fece edificare in prosismità della chiesa un luogo di culto dedicato alla Nostra Signora di Lourdes. I quattro medaglioni in stucco furono decorati dal parroco. Fu poi edificata una sala parrocchiale aperta a tutte le associazioni dedicata a don Antonio Seghezzi.
Il nuovo edificio di culto fu consacrato e intitolato a sant'Andrea dal vescovo Gaetano Camillo Guindani il 13 settembre 1890. Nella seconda metà del Novecento furono realizzati lavori di finitura e ammodernamento, con la ristrutturazione del presbiterio, nonché modifiche alla navata. Il 1986 vide la nuova pavimentazione del sagrato.
Nel XXI secolo fu edificata la cripta ipogea intitolata a don Antonio Seghezzi, morto nel campo di concentramento di Dachau il 21 maggio 1945, pochi giorni dopo la liberazione.

## Descrizione

### Esterno
La chiesa è collocata leggermente distante dal centro urbano, con il classico orientamento liturgico. Il sagrato precede la facciata. Il porticato in muratura completo di archi a tutto sesto aperto su un lato mentre quello frontale ha un accesso e due piccole aperture a finestra. L'ingresso presenta paraste e architrave in pietra sagomata di linea settecentesca. La parte superiore della facciata dalla linea molto semplice termina con la copertura a due falde leggermente aggettante. Nella parte superiore si apre una finestra atta a illuminare l'aula. Due aperture sono poste anche sulle sezioni laterali.

### Interno
L'aula anticipata dalla bussola in noce, è a tre navate divise da lesene in cinque campate da arcate, di cui quella centrale più ampia di quelle laterali che permettono le finestre poste sopra il cornicione della navata centrale illuminati da lucernari posti sul tetto, comunicanti dal cavedio, questa soluzione si rende necessaria, perché manca l'altezza sufficiente per una grande apertura. Le lesene hanno la copertura in marmo e sono coronati da capitelli decorati con teste di angeli e che reggono la trabeazione con fregio e il cornicione dove s'imposta il sesto ribassato della volta. 
Le volte a copertura delle arcate non sono identiche: due velette con tazze figurano nelle campate maggiori, mentre sono ellittiche in quelle minori. Nelle navate laterali vi sono due altari. La zona presbiteriale sopraelevata da tre gradini a pianta rettangolare e di misura minore rispetto all'aula con volta a botte termina con il coro absidato semiesagonale con volta a catino a spicchi.